# Öcsöd
Öcsöd nagyközség Jász-Nagykun-Szolnok vármegyében, a Kunszentmártoni járásban.

## Fekvése
Kunszentmárton és Békésszentandrás között található, Jász-Nagykun-Szolnok vármegye déli részén a Hármas-Körös mellett. Vasútvonal nem érinti, de a településen áthaladó 44-es főút mind Kecskemét, mind Békéscsaba irányából jó elérhetőségi lehetőséget biztosít.
Folyami átkelőhely, északi irányban a Körös-hídon áthaladó 4627-es út köti össze a megye északabbra fekvő vidékeivel.
Határa gyengén tagolt, alacsony, ármentes síkság, melybe a Körös elhagyott-kiszáradt folyómedrei és a tájból kiemelkedő kunhalmok visznek változatosságot. Eredetileg élővíz mellett, a Körös egyik éles kanyarulata mentén települt, amely a folyó szabályozása óta holtág. A Körös hullámtere természetvédelmi terület, a Körös-Maros Nemzeti Park része. Háborítatlan erdői, ártéri legelői, lefűződött, levágott holtága nemcsak tájképileg festőiek, hanem biztonságos élőhelyet jelentenek számos védett és ritka növénynek és állatnak is.

## Története
Öcsöd a Váradi regestrumban már mint falu szerepel 1217-ben. Ezt az első települést valószínűleg a tatárjárás pusztította el. 1421-ben Zsigmond király Öcsöd-pusztát a Neczpáliaknak és a velük rokonságban álló Bethleneknek adományozta.
A Neczpáli család kihalásával Öcsöd egyedül a Bethleneké lett. A puszta újból benépesült, egy 1555-ös összeírás már adózó községként említi. Ezt a második falut a török háborúk pusztították el és a 17. század elejéig csupán romokat jelent.
Amikor Öcsöd a Rédeyeké lett, harmadszor települt újra a falu 1612-től. Az új lakosság Heves, illetve Békés vármegyei, akikhez Abaúj vármegyéből felsődobszai reformátusok csatlakoztak. Ez a falu a Rákóczi-szabadságharc alatt újra elpusztult, majd a szatmári béke után újratelepült a környékbe szétszóródottakból. 1715-ben a szegedi királyi kamarától védlevelet is szereztek.
A Körös az akkori közlekedési lehetőségek közül kedvező szállítási lehetőséget, míg a relatíve magas terepszint az árvizek elleni védettséget, és kedvező átkelési lehetőséget biztosított a Körösön.
A Körös szabályozása a települést folyópart nélkülivé tette, s a környék is árvízmentessé vált, az új közlekedési lehetőség, a vasút elkerülte a községet. Ezek összességében hátrányosan hatottak a település fejlődésére.
1950-ben az addig Békés vármegyéhez tartozó települést Szolnok megyéhez csatolták át.
Öcsöd határa bővelkedik honfoglalás- és Árpád-kori lelőhelyekben, hiszen területén öt középkori falu is létezett a 16. század végéig. Az ármentesítő és vízszabályozó munkák következtében megnövekedett szántóterületen jelentős tanyásodás indult meg a 19. században. A település egész történetében a mezőgazdaság meghatározó. Népessége a századforduló óta apad, de különösen erős a csökkenés az 1970-es évek vége óta.[pontosabban?]
Kiemelt épületei közül műemléki országos védettséget élvez az 1784-ben épített református templom. Helyi védettséget élvez a József Attila Múzeum épülete, valamint a zsidó temető. A gyermek József Attila két esztendőt töltött a községben. Védettség alá vonták a lelkészi hivatalt, a községháza épületét, valamint a település belső területét, amely még őrzi a régi település „zugos” voltát, a halászfalut.

## Közélete

### Polgármesterei
- 1990–1994: Molnár Bálint (független)[3]
- 1994–1998: Molnár Bálint (független)[4]
- 1998–2002: Molnár Bálint (független)[5]
- 2002–2006: Molnár Bálint (független)[6]
- 2006–2010: Molnár Bálint (független)[7]
- 2010–2014: Molnár Bálint (független)[8]
- 2014–2019: Molnár Bálint Gábor (független)[9]
- 2019–2024: Soha Attila (független)[10]
- 2024– : Molnár András (független)[1]

## Népesség
A település népességének változása:
| Lakosok száma | 4125 | 3972 | 3851 | 3734 | 3723 | 3546 | 3313 | 3362 | 3024 | 3018 |
|               | 1990 | 1993 | 1997 | 2000 | 2003 | 2007 | 2010 | 2013 | 2021 | 2024 |

2001-ben a település lakosságának 92%-a magyar, 8%-a cigány nemzetiségűnek vallotta magát.
A 2011-es népszámlálás során a lakosok 81,4%-a magyarnak, 7,7% cigánynak mondta magát (18,3% nem nyilatkozott; a kettős identitások miatt a végösszeg nagyobb lehet 100%-nál). A vallási megoszlás a következő volt: római katolikus 9%, református 27,6%, evangélikus 0,2%, felekezeten kívüli 31,2% (28,4% nem nyilatkozott).
2022-ben a lakosság 83%-a vallotta magát magyarnak, 6,9% cigánynak, 0,1-0,1% németnek, bolgárnak, ukránnak és románnak, 0,9% egyéb, nem hazai nemzetiségűnek (16,6% nem nyilatkozott; a kettős identitások miatt a végösszeg nagyobb lehet 100%-nál). Vallásuk szerint 16,2% volt református, 6,4% római katolikus, 3,3% református, 0,4% evangélikus, 0,2% görög katolikus, 2,1% egyéb keresztény, 1,5% egyéb katolikus, 23,4% felekezeten kívüli (49,6% nem válaszolt).

## Nevezetességei
- Református templom
- Egykori Kun-ház, a jelenlegi orvosi rendelő
- Zsidó temető, a kunszentmártoni út mellett, előtte holokauszt-emlékmű
- József Attila Emlékház, az egykori református népiskola, ahol József Attila az 1911/1912-es tanévben megkezdte elemi iskolai tanulmányait, amíg Öcsödön lakott (1910–1912 között).

## Híres emberek
- Gyerekkorában egy ideig itt nevelkedett József Attila költő.
- Itt született 1904. december 29-én Olasz János színművész.
- Itt született 1922. január 1-jén Farkas Antal színművész.
- Itt született 1954. december 12-én Izbéki Gábor újságíró.